# Bella Vista (ganadería)
Bellavista es una ganadería de toros de lidia de Venezuela. Ubicada en Los Pueblos del Sur, Estado Mérida, exactamente en el Páramo de Paramito, donde converge la cordillera de Canaguá y la cordillera de Guaimaral a unos 45 minutos de Canaguá. Su temperatura promedio es de 12 °C y se encuentra a 2028  m s. n. m., a unos 580,8 km de la capital de Venezuela. Posee tres fincas donde pastan las vacadas de las ganaderías Bellavista y El Laurel, criadores de los encastes Juan Pedro Domecq (JPD) y Santa Coloma, este último  absorbiendose a JPD, respectivamente.
La divisa de Bellavista tiene los colores nazareno y oro, colores de agradecimiento, por cada día, al Nazareno de Achaguas, Estado Apure; lugar donde comenzaron con la crianza de dichas reces en la Hacienda Río Grande.
Fundada en 1972, su primer cartel fue el 10 de noviembre de 1973, en Caracas, con los toreros: Manolo Martínez, Carlos Málaga "El Sol", y Pedro Gutiérrez "El Niño de la Capea". 
Su actual propietario es Luis Felipe Ortiz Reyes.
- Datos: Q5725181